# 山口雅高
山口 雅高（やまぐち まさたか, 1955年11月6日 - ）は、日本の裁判官、公証人。

## 経歴
- 東京地方裁判所
- 1995年4月1日 - 釧路地方裁判所部総括判事・釧路家庭裁判所部総括判事
- 1997年4月1日 - 東京地方裁判所判事
- 1999年4月1日 - 最高裁判所調査官
- 2004年4月1日 - 千葉地方裁判所部総括判事
- 2007年4月1日 - 東京地方裁判所部総括判事（刑事第5部）
- 2010年4月1日 - 東京高等裁判所判事（第8刑事部）
- 2013年7月31日 - 横浜地方裁判所小田原支部長・横浜家庭裁判所小田原支部長
- 2014年7月21日 - 松山地方裁判所長
- 2015年12月18日 - 福岡高等裁判所部総括判事（第1刑事部）
- 2018年 - 依願退官、昭和通り公証役場公証人

## 主な裁判
- 福島県発注の下水道工事をめぐる競売入札妨害（談合）事件（係属中）
- 西松建設による政治資金規正法違反事件。複数の国会議員に対して違法なトンネル献金を行ったとされている。[1]